# Hôpital du Nom-de-Jésus
L'hôpital du Nom-de-Jésus également appelé hospice du Saint-Nom-de-Jésus est un ancien hôpital qui était situé rue du Faubourg-Saint-Martin dans le 10e arrondissement de Paris, détruit en 1847 lors de la construction de la gare de l'Est. Cet établissement deviendra l'hôpital Fernand-Widal.

## Situation
L'hôpital du Nom-de-Jésus serait situé no 165 rue du Faubourg-Saint-Martin, en face de l'actuelle impasse Boutron.

## Historique
L'hospice du Saint-Nom-de-Jésus est fondé en 1653 par  Louise de Marillac et Vincent de Paul.
Cet établissement qui était dirigé par des Filles de la Charité et par des Lazaristes, accueillait des pauvres : vingt hommes et vingt femmes, qui étaient répartis dans deux corps de logis séparés.
Fermé en 1790, lors de la Révolution, il est affecté en 1802 à la « Maison municipale de santé » plus communément appelé « maison Dubois » car créée par Antoine Dubois. Cette maison  fut transférée en 1816 au no 110 rue du Faubourg-Saint-Denis, puis en 1858 au no 200 de cette même rue qui deviendra l'hôpital Fernand-Widal.
En 1818, les bâtiments furent occupés par les Frères des écoles chrétiennes qui avait été dispersée à la Révolution, mais que le Premier Consul avait rétabli après le Concordat. Cette congrégation y resta jusqu'à leur expropriation, en 1847, pour la construction de la gare de l'Est, qui s'installa no 27 rue Oudinot.